# 臺游追記
《臺游追記》，由民國初年著名社會主義倡導者，也是前中國社會黨、上海南方大學創辦人江亢虎所撰寫的一本書，由上海中華書局于1935年出版。
1934年，曾旅居加拿大的江亢虎以坎拏太（即加拿大）中國學院院長及美國國會圖書館顧問身分訪問臺灣，8月22日由福建抵基隆，9月9日自臺北經基隆回大陆。隔年，出版《臺游追記》。
該書全文約2萬字，分60節。分別為臺游動機、護照手續、舟中一夜、基隆登陸、基隆交通、臺北稅駕、會館組織、華僑現狀、官聽招待、領館規模、市區概況、市面外觀、歷史博物、帝國大學、高等學校、女學各校、臺人公學、圖書館制、陳列館場、台灣神社、新大成殿、各教寺院、藝妓酌婦、飯店宴會、旅館殷勤、大同講座、文藝座談、報館訪問、詩社盛況、大屯吟集、茶業一瞥、臺北兩橋、縱貫火車、臺中概況、勒停僑校、醉月盛筵、霧峯喬木、議會無望、彰化文廟、八卦溫泉、會場花絮、嘉義遊觀、公會演說、阿里山中、嚮導相失、新高瞻仰、山中吟詩、吳鳳廟貌、臺南名勝、臺南宴會、高雄攬勝、高雄女中、高雄宴會、新竹迴車、新竹酬酢、淨業唱和、投贈誌謝、鄉情宗誼、基隆歸舟、傷逝尾聲。